# Olivetti
Olivetti S.p.A. er en italiensk producent af computere, tablets, smartphones, printere, lommeregnere og anden business elektronik. Virksomheden har hovedkvarter i Ivrea, Torino, og siden 2003 har det været en del af Telecom Italia Group.
Olivetti blev etableret som en producent af skrivemaskiner af Camillo Olivetti i 1908 i Torino. Virksomheden blev primært opbygget af hans søn Adriano Olivetti.